# 韓若愚
韩若愚（1263年—1330年），字希贤，元朝保定满城（今河北满城县）人。
韩若愚由武卫府史升任为通惠河道所都事，以开河有功，再升为经历，出任蓟州知州，改中书左司都事，有政绩。后来升任为刑部郎中、吏部郎中。皇庆元年（1312年）升为刑部侍郎、中书左司郎中。当时禁民打猎，犯者抵死。韩若愚认为不当，建议减轻其刑。担任参议中书省事、户部尚书时，因得罪丞相铁木迭儿，前后三次遭铁木迭儿诬陷，除名罢官还乡里。至治三年（1323年）才被平反昭雪。泰定元年（1324年），起复为刑部尚书、侍御史。泰定三年（1326年），出为河南行省左丞，致和元年（1328年），参预元文宗夺取皇位之争。天历三年（1330年），担任淮西江北道廉访使，不久病故。追封南阳郡公，谥贞肃。